# New Orleans Saints
Die New Orleans Saints sind ein American-Football-Team der National Football League (NFL) in New Orleans, Louisiana und spielen dort in der National Football Conference (NFC) in der Southern Division (NFC South). Durch einen 31:17-Erfolg gegen die Indianapolis Colts im Super Bowl XLIV sicherte sich die Mannschaft nach der Saison 2009 erstmals den Super Bowl.
Das Symbol der Saints ist eine goldene Fleur-de-Lis, die die historische und kulturelle Verbundenheit Louisianas zu Frankreich symbolisiert.

## Geschichte

### Gründungsphase
Am 1. November 1966 erhielt die Stadt New Orleans die Zusage, ein NFL-Team beheimaten zu dürfen. John W. Mecom Jr. war der erste Besitzer und Präsident des Teams, im Dezember 1966 wurde Tom Fears zum ersten Trainer ernannt. Im Januar 1967 wurde das Team auf den Namen „Saints“ getauft. Hauptgrund hierfür war die Gründung des Teams am 1. November 1966, also Allerheiligen (englisch All Saints' Day) und der tief religiösen, hauptsächlich katholischen, Gemeinde von New Orleans. Zudem ist New Orleans die Hauptstadt des Jazz, und der Song „When the Saints Go Marching In“ ist eines der beliebtesten Jazz-Lieder.
Die NFL platzierte die Saints in der ersten Spielzeit in der Capitol Division zusammen mit den Dallas Cowboys, Washington Redskins und Philadelphia Eagles, die heute alle in der NFC East spielen. Die erste Preseason verlief sehr erfolgreich mit fünf Siegen aus sechs Spielen. Das erste Regular-Season-Spiel in der Franchise-Geschichte begann ebenfalls verheißungsvoll mit einem 94-Yards-Kickoff-Return-Touchdown von John Gilliam im allerersten Spielzug. Dennoch verloren die Saints ihr erstes Spiel gegen die Los Angeles Rams mit 13:27 im Tulane Stadium.
Den ersten Sieg in der Vereinsgeschichte gab es am 5. November 1967 gegen die Philadelphia Eagles, die mit 31:24 besiegt wurden. Die erste Saison endete mit drei Siegen bei elf Niederlagen.
1968 spielten die Saints in der Century Division zusammen mit den Chicago Bears, St. Louis Cardinals und Pittsburgh Steelers. In dieser Saison gelangen vier Siege und ein Unentschieden bei neun Niederlagen. 1969 wurde man in die Capitol Division zurückgesetzt und beendete die Saison mit 5:9.

### 1970er-Jahre
In der Saison 1970 zogen die Saints nach dem Zusammenschluss der NFL mit der American Football League erneut in eine andere Division um, die NFC West, in der sie bis zur Saison 2002 verblieben. Die Gegner während des gesamten Zeitraumes waren die Atlanta Falcons, die Los Angeles (später St. Louis) Rams und die San Francisco 49ers.
Während der Saison 1970 wurde Tom Fears gefeuert. In seiner Zeit mit den Saints gewann er 13 Spiele, verlor 34 und spielte zwei Mal unentschieden.
Das erste Spiel von dessen Nachfolger, J. D. Roberts, sorgte für Furore. Die Saints lagen zwei Sekunden vor Spielende mit 16:17 gegen die Detroit Lions zurück, als Kicker Tom Dempsey das Spiel aus 63 Yards Entfernung mit einem Field Goal noch zum 19:17-Sieg drehte. Erst 2013 wurde dieser Rekord von Matt Prater im Mile High Stadium mit einem Field Goal aus 64 Yards überboten.
Auch dies änderte aber nichts an der weiterhin erfolglosen Geschichte der Saints. Die Saison endete 2:11:1.
1971 bekamen die Saints den zweiten Pick im NFL Draft, mit dem sie Quarterback Archie Manning von der University of Mississippi (Ole Miss) auswählten. Manning sollte in den Folgejahren das Gesicht der New Orleans Saints werden. Bis heute lebt er in New Orleans und ist eine der beliebtesten Persönlichkeiten der Region. Seine Söhne Peyton Manning und Eli Manning spielten ebenfalls Quarterback in der NFL und konnten mit ihren Teams den Super Bowl gewinnen. Während seiner Jahre bei den Saints enttäuschte Archie Manning selten, jedoch bekam er nie ein Team zur Seite gestellt, um seine große Karriere mit Erfolgen zu krönen. Die Saison 1971 endete 4:8:2.
1972 entließ die Mannschaft J. D. Roberts und ersetzte ihn durch John North, der in seinen ersten beiden Jahren jeweils eine 5:9-Bilanz verbuchen konnte.
1975 zogen die Saints in den Louisiana Superdome um. Auch mit neuer Heimstätte gab es eine weitere Saison des Misserfolges mit nur zwei Siegen und zwölf Niederlagen. Mitte der Saison wurde North entlassen, und Ernie Hefferle betreute das Team bis zum Saisonende als Interimscoach.
1976 wurde mit Hank Stram ein Coach verpflichtet, der bereits einige Erfolge verbuchen konnte. 1969 hatte er den Super Bowl IV mit den Kansas City Chiefs gewonnen. Allerdings konnte auch er das Ruder nicht herumreißen. Sein erstes Jahr beendete er mit einer Bilanz von 4:10, wobei Archie Manning die gesamte Saison verletzt ausfiel. Auch 1977 stellte sich der Erfolg nicht ein und man gewann lediglich drei Partien. Die Saints verloren dabei unter anderem mit 14:33 gegen die Tampa Bay Buccaneers, die damit in ihrer zweiten Saison, nachdem sie alle Spiele ihrer ersten Saison verloren hatten, das erste Spiel ihrer Geschichte gewannen.
Daher wurde auch Stram entlassen, Dick Nolan wurde neuer Head Coach. Unter Nolan verbesserten sich die Saints leicht und erreichten in der Folge 1978 eine 7:9-Bilanz und 1979 erstmals eine ausgeglichene Bilanz von 8:8, was beides die Bestwerte in der Vereinsgeschichte waren. In der Saison 1979 lagen die Saints nach 13 Spieltagen zusammen mit den Los Angeles Rams auf dem ersten Platz der NFC West. Nach zwei bitteren Heimniederlagen, einer 35:42-Niederlage gegen die Oakland Raiders nach 35:14-Führung sowie einer 0:35-Niederlage gegen die San Diego Chargers verpassten die Saints trotz eines Sieges gegen die Rams im letzten Spiel der Saison knapp ihre erste Qualifikation für die Play-offs.

### Die 1980er-Jahre
Die Saints verloren die ersten 14 Spiele der Saison 1980. Nach zwölf Niederlagen wurde Dick Nolan gefeuert und durch Dick Stanfel ersetzt. Der gewann zwar noch ein Spiel, dies änderte aber nichts an der historisch schlechtesten Leistung der Saints mit einer 1:15-Bilanz im Jahr 1980. Aus Protest wegen der indiskutablen Leistungen des Teams zog sich ein bekannter Journalist aus New Orleans eine braune Papier-Einkaufstüte über den Kopf, eine Geste, die von Fans erfolgloser Teams noch heute in den USA kopiert wird. Auch der Spitzname „Aints“ entstand zu dieser Zeit, was so viel wie bedeutet wie: „Sie können es einfach nicht.“
1981 wurde der Texaner Bum Phillips Head Coach der Saints, dessen Markenzeichen der Cowboyhut war, den er ständig trug. Mit dem ersten Pick im NFL Draft wählten die Saints Runningback George Rogers aus, der zwar in seiner ersten Saison überzeugte und die meisten Yards in der NFL erlief, allerdings nur vier Jahre in New Orleans spielte. Die Saison 1981 endete mit einer 4:12-Bilanz.
Die Saison 1982, die von einem Streik der Spieler überschattet wurde, war die letzte Saison von Archie Manning, nach zwei Saisonspielen wechselte er zu den Houston Oilers. Mit einer 4:5-Bilanz und einer 8:8-Bilanz 1983 verpasste das Team jeweils nur knapp die Play-offs.
1984 endete die Saison mit einer 7:9-Bilanz, wobei in diesem Jahr die sportlichen Belange eher im Hintergrund standen. Besitzer John Mecom kündigte an, das Team nach fast 20 Jahren verkaufen zu wollen. Spekulationen über einen möglichen Umzug des Teams nach Jacksonville, Florida, kamen auf. Letztlich kaufte der Automobilhändler Tom Benson das Franchise. Da Benson aus New Orleans stammte, war die Zukunft der Saints in der Stadt gesichert.
Somit wurde 1985 zu einem Jahr des Überganges, in dem Bum Phillips durch seinen Sohn Wade Phillips ersetzt wurde, die Saison endete 5:11.
1986 drückte Benson dann dem Team erstmals seinen Stempel auf, Jim Finks wurde zum Präsidenten und General Manager, Jim E. Mora zum Head Coach ernannt. Dies sollte einen Neuanfang darstellen, auch wenn in dieser Saison mit 7:9 erneut keine positive Bilanz heraussprang.
Dies geschah dann 1987. Zwar gab es erneut einen Spielerstreik, dieses Mal wurde der Spielbetrieb mit Ersatzspielern jedoch weitergeführt, weswegen die Saison nur um einen Spieltag verkürzt wurde. Die Saints gewannen die letzten neun Saisonspiele (zuvor waren nie neun Siege in einer Saison gelungen) und beendeten die Regular Season mit einer 12:3-Bilanz. Damit waren sie zwar das zweitbeste Team in der National Football Conference (NFC), mussten aber trotzdem in der Wildcard-Runde antreten, da die San Francisco 49ers als bestes Team in der gleichen Division spielten.
Am 3. Januar 1988 bestritten die Saints ihr erstes Playoffspiel, in dem sie gegen die Minnesota Vikings, die die Regular Season mit 8:7 beendet hatten, antreten mussten. Aufgrund der besseren Saisonbilanz und des Heimvorteils gingen die Saints als Favorit in das Spiel, verloren aber mit 10:44. Dennoch wurden Jim Finks und Jim E. Mora zum Executive bzw. Coach of the Year und sechs Spieler der Mannschaft in den Pro Bowl gewählt.
In den beiden Folgejahren erlangten die Saints erneut positive Bilanzen (10:6 1988 und 9:7 1989). Da in der NFC in beiden Jahren jeweils mindestens fünf Teams besser abschlossen, reichten diese Leistungen jedoch nicht zur Play-off-Teilnahme.

### Die 1990er-Jahre
Zwar verschlechterte sich 1990 die Bilanz des Teams auf 8:8, diesmal reichte das jedoch aufgrund des neuen Play-off-Systems mit sechs Mannschaften pro Conference für eine Teilnahme an den Play-offs. Auch das zweite Postseason-Spiel der Vereinsgeschichte ging mit 6:16 gegen die Chicago Bears verloren.
1991 folgte der erste Divisions-Titel für die New Orleans Saints, als sie mit einer 11:5-Bilanz die Falcons und 49ers (beide 10:6) hinter sich ließen. Das dritte Play-off-Spiel der Vereinsgeschichte ging aber wiederum verloren, dieses Mal zu Hause gegen die Atlanta Falcons mit 20:27.
1992 wiederholte sich die Geschichte von 1987. Trotz einer hervorragenden 12:4-Saison belegte das Team erneut nur den zweiten Platz in der Division hinter den 49ers (14:2), und so folgte die nächste Pleite in der Wild-Card-Runde. In diesem Jahr schickten die Philadelphia Eagles die Saints nach Hause. Im Superdome setzte es eine 20:36-Niederlage. Damit war die „erfolgreiche“ Zeit der Saints auch zunächst wieder beendet, 1993 endete die Saison mit einer 8:8-Bilanz, 1994 und 1995 folgten mit jeweils 7:9 wieder negative Saisonbilanzen. Nach einem 2:6-Start in die Saison 1994 trat Jim E. Mora als Head Coach zurück. Seine Bilanz als Saints-Trainer beträgt 93:74. Unter Rick Venturi als Interimscoach endete die Saison mit einer Bilanz von 3:13.
Vor der Saison 1997 konnte Tom Benson den ehemals erfolgreichen Head Coach der Chicago Bears, Mike Ditka, verpflichten. In New Orleans sollte die kurze Ditka-Ära eine voller Tumulte werden. In seiner ersten Saison konnte Ditka eine respektable Defense etablieren, was aber dennoch nur zu einer 6:10-Bilanz reichte. Mit der gleichen Bilanz endete die chaotische, von Verletzungen geplagte Saison 1998.
Der folgende NFL Draft der Saints ging als einer der größten Fehler in die NFL-Geschichte ein. Die Saints gaben alle ihre Picks des Draft 1999 sowie den Erst- und Drittrunden-Pick des NFL Draft 2000 her, um sich die Rechte an Ricky Williams, Runningback der Texas Longhorns, zu sichern. Ditka war von Williams so überzeugt, dass er den Fans versprach, 1999 den Super Bowl zu erreichen.
Tatsächlich entwickelte sich die Saison zum Desaster. Williams plagte sich mit Verletzungen herum, die Defense entwickelte sich zur schlechtesten der NFL und die Fans wandten sich von Ditka ab, da die Saison mit einer 3:13-Bilanz endete. Auch Besitzer Tom Benson hatte danach genug und feuerte einen Großteil der Mannschaft, Ditka und General Manager Bill Kuharich.

### Die 2000er-Jahre
Neuer General Manager wurde Randy Mueller, neuer Head Coach Jim Haslett. Die Mannschaft bekam ein vollkommen neues Gesicht. Unter anderen bauten sie Joe Horn, als Free Agent von den Kansas City Chiefs gekommen, ins Team ein. Horn entwickelte sich zum „Mental Leader“ der Saints und erlangte Bekanntheit über den Sport hinaus, als er sich 2005 öffentlich für die Opfer von Hurrikan Katrina einsetzte.
In der Saison schien zunächst alles gegen die Saints zu laufen. Nach einem 1:3-Start verletzten sich Ricky Williams und Quarterback Jeff Blake im weiteren Verlauf der Saison, weswegen die Saints auf Ersatzspieler wie Aaron Brooks bauen mussten. Eben jener Brooks erfüllte seinen Job aber überraschend gut und führte die Saints in den letzten Saisonspielen zu einer 10:6-Bilanz und einer weiteren Play-off-Teilnahme.
Am 30. Dezember 2000, und damit im letzten Spiel des Jahrtausends, besiegten die Saints im Superdome die St. Louis Rams mit 31:28 im Wild-Card-Game und gewannen ihr erstes Play-off-Spiel in der Vereinsgeschichte. Trotz einer frühen Verletzung von Joe Horn gingen die Saints dank dreier Touchdown-Pässe von Aaron Brooks zu Ersatz-Wide-Receiver Willie Jackson klar in Führung. Nach einer 31:7-Führung kamen die Rams wieder bis auf 31:28 heran und hatten in Ballbesitz noch die Chance, die Partie zu drehen. Dann aber verlor der Wide Receiver der Rams, Az-Zahir Hakim, den Ball bei einem Punt-Return und Brian Milne konnte den Ball erobern, womit der Sieg perfekt war.
Trotz der deutlichen Niederlage gegen die Vikings eine Woche später, feierte New Orleans seine Mannschaft und ihren Trainerstab wie Helden. Haslett wurde zum Coach of the Year, Mueller zum Executive of the Year ernannt. Fünf Spieler vertraten die Saints im Pro Bowl.
2001 spiegelte sich wider, wie wenig Konstanz die Saints besaßen. Die Saison endete mit einer Bilanz von 7:9. Immerhin konnte im Draft mit Deuce McAllister ein Runningback gefunden werden, durch den die unglücklich verlaufene Geschichte des Ricky Williams in New Orleans beendet werden konnte. Er wurde nach der Saison zu den Miami Dolphins getauscht.
2002 wurde dann die neue NFC South gegründet. Die Divisionsrivalen der Saints sind seitdem die Atlanta Falcons, die Carolina Panthers und die Tampa Bay Buccaneers. Die Saison endete mit einer 9:7-Bilanz, wobei die Saints die Play-offs verpassten. In den letzten Spielen der Saison, in denen Aaron Brooks sehr schwach spielte, forderten die Fans lautstark die Einwechslung des zweiten Quarterbacks Jake Delhomme. Haslett ignorierte den Wunsch der Fans, woraufhin Delhomme nach der Saison zu den Carolina Panthers wechselte, die er in den Super Bowl XXXVIII führte.
2003 wurden die Saints im eigenen Stadion von Archie Mannings Sohn Peyton Manning vorgeführt, der für seine Indianapolis Colts sechs Touchdown-Pässe bei der 21:55-Niederlage der Saints warf. Am Ende reichte es aber erneut für eine ausgeglichene 8:8-Saison. Die Niederlage gegen die Jacksonville Jaguars in der vorletzten Partie der Saison wurde als River City Relay bekannt. Beim Stand von 13:20 erzielten die Saints in den Schlusssekunden noch einen Touchdown, verloren aber wegen eines verschossenen Extrapunkts dennoch.
2004 schien bereits das letzte Jahr für den anfangs so erfolgreichen Jim Haslett zu werden, da die Saints nur mit 4:8 starteten. Dann aber gewannen sie die letzten vier Spiele und verpassten die Play-offs nur ganz knapp. Da die St. Louis Rams ihr letztes Spiel in der Verlängerung gegen die New York Jets noch gewannen, reichte es erneut nicht für die Play-offs, aber Haslett behielt vorerst seinen Job.
Die Saison 2005 stand ganz im Schatten von Hurrikan Katrina. Aufgrund der schlimmen Beschädigungen der Stadt und des Stadions konnten die Saints ihre Heimspiele nicht in New Orleans austragen. Der Louisiana Superdome wurde als Notunterkunft für Flüchtlinge vor Hurrikan Katrina weltweit bekannt. Stattdessen wich sie für die Heimspiele nach San Antonio (Texas), Baton Rouge (Louisiana) und für ein Spiel sogar nach New York aus. Das erste, sehr emotionale Saisonspiel in Carolina konnten die Saints sogar gewinnen. Sie beendeten die Saison 3:13. Nach der Saison trennte sie sich von Head Coach Jim Haslett.

#### 2006
Am 17. Januar 2006 stellte das Team Sean Payton als neuen Head Coach vor. Am 14. März verpflichteten die Saints mit Drew Brees einen neuen Quarterback. Im Draft wurde der Kader dann erheblich ausgebaut. Da die Houston Texans mit dem ersten Pick Mario Williams wählten, fiel Reggie Bush, Runningback der University of Southern California (USC), den Saints in die Hände. Auch die weiteren gedrafteten Spieler stellten sich als echte Verstärkungen heraus: Safety Roman Harper (University of Alabama), Guard Jahri Evans (Bloomsburg University), Tackle Zach Strief (Northwestern University) und Wide Receiver Marques Colston (Hofstra University).
Sean Payton ist der erste Head Coach der Saints-Geschichte, der seine Amtszeit mit drei Siegen in Folge beginnen konnte. Am 25. September 2006 kehrten die Saints nach New Orleans zurück und besiegten die Atlanta Falcons im Monday-Night-Football-Spiel mit 23:3. Es war das wohl emotionalste Spiel in der Vereinsgeschichte, vor dem Spiel traten U2 und Green Day gemeinsam auf (das Lied „The Saints are coming“ wurde als Single auf den Markt gebracht) und der ehemalige Präsident der Vereinigten Staaten George Bush Sr. führte den Coin Toss (Münzwurf) aus.
Die Saints beendeten die Regular Season mit einer Bilanz von zehn Siegen und sechs Niederlagen und gewannen damit überraschend erstmals die NFC South. Sean Payton wurde zum Coach of the Year ernannt, Drew Brees wurde Zweiter bei der Wahl zum Most Valuable Player (MVP) und Offensive Player of the Year (jeweils hinter LaDainian Tomlinson von den San Diego Chargers) und Marques Colston wurde Zweiter bei der Wahl zum Rookie of the Year (hinter Vince Young von den Tennessee Titans).
Am 13. Januar 2007 fand dann das bis dato größte und wichtigste Spiel in der Teamgeschichte statt. Im Divisional-Play-off-Spiel (das die Mannschaft bisher nur im Jahr 2000 erreicht und verloren hatte) standen die Saints den Philadelphia Eagles gegenüber. Es war die größte Party, die New Orleans nach Katrina erlebt hat. In einem spannenden Spiel setzten sich die Saints dank eines großartigen Deuce McAllister mit 27:24 durch und erreichten damit zum ersten Mal in ihrer Geschichte das NFC Championship Game. Am 21. Januar 2007 reisten die Saints nach Chicago, um dort den NFC Champion mit den Bears auszuspielen. Im Soldier Field unterlagen sie den Bears am Ende zwar deutlich mit 14:39, waren jedoch im dritten Viertel beim Stande von 14:16 kurz davor, in Führung zu gehen. Die Saints verpassten am Ende knapp den Einzug in den Super Bowl.

#### 2007
Die folgende Saison verlief dagegen eher enttäuschend. Mit großen Hoffnungen gestartet, setzte es gleich zu Beginn vier Niederlagen in Folge. Auch wenn sich das Team in der Folge fangen konnte und sieben der restlichen zwölf Spiele gewinnen konnte, reichte dies im Endeffekt nur zu einer 7:9-Bilanz. Zwar hatte man bis zum letzten Spieltag die Möglichkeit, in die Play-offs einzuziehen, vergab diese Chance jedoch mit zwei Niederlagen an den letzten beiden Spieltagen.
Die Hauptprobleme der Saints in diesem Jahr lagen in der frühen Verletzung von Deuce McAllister, der sich in der dritten Woche, wie schon im Jahr 2005, am Knie verletzte und den Rest der Saison ausfiel, und den letztlich enttäuschenden Neuzugängen. Die Saints stellten die schlechteste Passverteidigung der Liga, und die Offense zeigte sich bei weitem nicht so explosiv wie 2006. Die Niederlagen am Ende der Saison führten immerhin dazu, dass die Saints im NFL Draft 2008 bereits an 10. Stelle einen Spieler auswählen durften.

#### 2008
Die Saison 2008 begann für die New Orleans Saints am 7. September 2008 mit einem Heimspiel gegen die Tampa Bay Buccaneers. Highlight für alle europäischen Anhänger war das Heimspiel am 26. Oktober 2008 gegen die San Diego Chargers, das im Londoner Wembley-Stadium stattfand und erfolgreich für die Saints endete.
Die prominentesten Neuzugänge waren Linebacker Jonathan Vilma, der von den New York Jets kam, Cornerback Randall Gay vom Super-Bowl-Teilnehmer New England Patriots und Defensive End Bobby McCray von den Jacksonville Jaguars. Das Hauptaugenmerk dieser Offseason lag auf der Verstärkung der Defense. Im Draft konnten die Saints dann von der 10. Stelle auf die 7. hochtauschen und Sedrick Ellis, Defensive Tackle der University of Southern California (USC), der gleichen Uni, von der auch Reggie Bush kam, verpflichten. Am 21. Juli 2008 wurde Tight End Jeremy Shockey von den New York Giants im Tausch gegen einen Zweit- und Fünftrunden-Pick in der NFL Draft 2009 verpflichtet.
Die Saints beendeten die Saison 2008 ausgeglichen mit 8-8, wobei sechs Spiele mit maximal fünf Punkten Unterschied, oftmals sogar nur zwei oder drei Punkten Unterschied verloren gingen. Highlight und höchster Sieg mit 51:29 war das Spiel am 24. November 2008 gegen die Green Bay Packers vor eigenem Publikum.

#### 2009
Nach den beiden eher durchschnittlichen Spielzeiten zuvor entließen die Saints ihren Defensive Coordinator Gary Gibbs und ersetzten ihn durch den ehemaligen Head Coach der Buffalo Bills, Gregg Williams, der für ein äußerst aggressives Spielschema mit vielen Blitz-Spielzügen bekannt war. In der Free Agency konnten zudem mit Cornerback Jabari Greer und Safety Darren Sharper zwei wichtige Spieler für die Defense verpflichtet werden. Da die Saints auf insgesamt nur vier Draft-Picks zurückgreifen konnten, entsprach die Mannschaft größtenteils der des Vorjahres. Unerwartet legten die Saints ihren besten Saisonstart der Teamgeschichte hin und gewannen die ersten 13 Saisonspiele. Die Offensive konnte in diesem Jahr nicht nur durch ihr Passspiel überzeugen, sondern auch das Laufspiel funktionierte. Nachdem die Saints auch die beiden bis dahin ungeschlagenen New York Giants und New York Jets besiegt hatten, gerieten sie immer mehr in den Fokus der Aufmerksamkeit. In der Folge gewannen die Saints zwar weiterhin, konnten dabei aber teilweise nur über eine Halbzeit überzeugen. Zudem wurde das Team durch einige verletzungsbedingte Ausfälle geschwächt. In Woche 15 verloren die Saints gegen die Dallas Cowboys ihr erstes Spiel. Im vorletzten Saisonspiel gegen den Divisionsrivalen, die Tampa Bay Buccaneers, hatten die Saints die Möglichkeit mit einem Sieg den Homefield Advantage zu erreichen und somit in den Play-offs Heimrecht zu erhalten. Das Spiel wurde jedoch knapp verloren. Da die Minnesota Vikings am gleichen Tag ebenfalls verloren, war den Saints der Heimvorteil dennoch sicher, sodass sie im letzten Saisonspiel gegen die Carolina Panthers Drew Brees und einige andere Starter pausieren lassen konnten.
Die Saints hatten nach ihrer 13:3-Saison in der ersten Play-off-Runde spielfrei. In der Divisional-Play-off-Runde trafen sie auf die Arizona Cardinals. Nachdem Arizona mit dem ersten Offensivspielzug in Führung gegangen war, dominierten die Saints den Rest des Spiels und gewannen überlegen mit 45:14. Die Saints hatten damit erst zum zweiten Mal in ihrer Geschichte das NFC Championship Game erreicht. Gegner waren hier die Minnesota Vikings mit Quarterback Brett Favre, die in der Saison die zweitbeste Bilanz in der NFC hinter den Saints errungen hatten. Beim Spielstand von 28:28 vor Ende der regulären Spielzeit warf Favre eine Interception, wodurch das Spiel in die Verlängerung ging. Die Saints gewannen den Münzwurf und durch ein Field Goal im ersten Drive auch das Spiel. Das Team hatte somit zum ersten Mal in seiner Geschichte den Super Bowl erreicht.
Im Super Bowl XLIV trafen die Saints auf die Indianapolis Colts. Das Spiel fand am 7. Februar 2010 im Dolphins Stadium, Miami statt. Angeführt wurden die Colts von Quarterback Peyton Manning. Die Super-Bowl-unerfahrenen Saints begannen nervös und mussten bei ihren ersten beiden Ballbesitzen punten. Peyton Manning hingegen führte sein Team beim ersten Ballbesitz zu einem erfolgreichen Field Goal und beim zweiten Ballbesitz zum ersten Touchdown der Partie. Im zweiten Viertel fand die Offense der Saints jedoch immer besser ins Spiel. Zur Halbzeit stand es dennoch 10:6 für die Colts. Zur Eröffnung der zweiten Hälfte des Spiels führte Punter Thomas Morstead einen Onside-Kick aus, den die Saints zurückerobern konnten. Im Anschluss gingen die Saints durch einen Touchdown-Pass von Drew Brees mit 10:13 erstmals in Führung. Bei einem Rückstand von 17:24 für die Colts und etwa fünf Minuten restlicher Spielzeit warf Manning eine Interception, die Cornerback Tracy Porter für die Saints unbehindert in die Endzone der Colts tragen konnte. Dieser einzige Turnover des gesamten Spiels führte zum Endstand von 17:31 und zum somit ersten Super-Bowl-Gewinn der New Orleans Saints. Quarterback Drew Brees wurde zum Super Bowl MVP gewählt. Am nächsten Tag wurden die Saints am Flughafen in New Orleans von 70.000 begeisterten Fans empfangen. Die Siegesparade durch die Stadt am Folgetag verfolgten etwa 800.000 Menschen.

### Die 2010er-Jahre
In der Saison 2010 zogen die Saints mit einer Bilanz von 11:5 als zweitbestes Team ihrer Division hinter den Atlanta Falcons in die Play-offs ein, wo sie auf die Seattle Seahawks trafen, die ihre Division trotz einer negativen Bilanz von 7:9 gewonnen hatten. Nach gutem Start unterlagen die Saints schließlich mit 36:41. Bekannt wurde diese Partie durch den Spielzug Beast Quake im vierten Quarter, einem 67-Yards-Touchdown-Lauf von Marshawn Lynch, dem Runningback der Seahawks, nach dem ein durch den Jubel der Fans ausgelöstes schwaches Erdbeben von einem Seismographen registriert wurde.
Auch 2011 schafften es die Saints in die Play-offs. Mit einem 62:7 gegen die Indianapolis Colts gelang den Saints in der Regular Season ihr bislang höchster Sieg. Nach einem Sieg über die Detroit Lions in der Wild Card Round unterlagen die Saints in einem knappen Spiel mit mehreren Führungswechseln kurz vor Ende der Partie den San Francisco 49ers.
Die Saison 2012 begann mit einem Skandal vor Saisonbeginn, als eine illegale Zahlung von Prämien an Spieler dafür, dass sie gegnerische Spieler verletzten und somit spielunfähig machten, aufgedeckt wurde. Unter anderem Head Coach Sean Payton und Defensive Coordinator Gregg Williams wurden für die gesamte Saison gesperrt, zudem mussten die Saints eine halbe Million Dollar Strafe zahlen und verloren ihre Zweitrunden-Draft-Picks in den Spielzeiten 2012 und 2013. Infolgedessen verpassten die Saints, die zuvor eines der Topteams der Liga gewesen waren, 2012 mit einer Bilanz von 7:9 die Play-offs. Nachdem sie sich 2013 wieder für die Play-offs qualifizierten und dort nach einem Sieg bei den Philadelphia Eagles gegen die Seattle Seahawks ausschieden, folgte eine vierjährige Durststrecke ohne Teilnahme an der Postseason.
In der Saison 2017 zogen die Saints nach vier Jahren wieder in die Play-offs ein, mit einer Bilanz von 11:5 gewannen sie ihre Division. In der dritten Runde des NFL Draft 2017 wählten die Saints Runningback Alvin Kamara aus, der eine bemerkenswerte Saison spielte und zum Rookie of the Year gewählt wurde. In den Play-offs schieden die Saints nach einem Sieg über den Divisionrivalen Carolina Panthers durch eine dramatische Niederlage bei den Minnesota Vikings, die als Minneapolis Miracle bekannt wurde, in der Divisional Round aus.
Am 15. März 2018 starb der langjährige Besitzer Tom Benson im Alter von 90 Jahren, seitdem gehört das Team seiner Witwe Gayle. In der Saison 2018 verbesserten die Saints sich weiter und waren mit 13 Siegen und 3 Niederlagen das beste Team der NFC. 2018 setzten die Saints vermehrt Taysom Hill, nominell dritter Quarterback als Backup für Drew Brees und Teddy Bridgewater, neben seiner eigentlichen Position als Quarterback in Special Teams, als Runningback, Wide Receiver oder Tight End ein, was die Offense für die Gegner schwerer ausrechenbar machte. In den Play-offs standen die Saints zunächst dem Super-Bowl-Champion des Vorjahres, den Philadelphia Eagles gegenüber. In der Regular Season hatten die Saints die Eagles mit 48:7 besiegt, was die bislang höchste Niederlage eines amtierenden Super-Bowl-Siegers darstellt. Die Begegnung der beiden Teams in den Play-offs endete mit einem 20:14-Sieg für New Orleans. Im NFC Championship Game trafen die Saints auf die Los Angeles Rams. Wie im Vorjahr schied New Orleans unglücklich aus dem Kampf um den Super Bowl aus, dieses Mal durch einen Skandal. Den Großteil der Partie lagen die Saints in Führung. Nachdem die Rams ausgeglichen hatten, verhinderte eine gravierende Fehlentscheidung der Schiedsrichter, dass sie das Spiel dennoch für sich entscheiden konnten. Kurz vor Ende der Partie warf Drew Brees, Quarterback der Saints, beim Stand von 20:20 bei einer Minute und 49 Sekunden verbleibender Spielzeit im dritten Versuch einen Pass auf Wide Receiver Tommylee Lewis. Cornerback Nickell Robey-Coleman lief in Lewis hinein, brachte ihn zu Boden und verhinderte damit den Passfang, was als Pass Interference geahndet hätte werden müssen, stattdessen wurde der Spielzug als unvollständiger Pass (incomplete) gewertet und das Foul nicht berücksichtigt. Durch die Fehlentscheidung war New Orleans gezwungen, direkt das Field Goal zu schießen, anstatt vorher noch die Zeit ablaufen lassen zu können, um den Rams keine Chance mehr zu geben. Los Angeles konnte in der verbleibenden Zeit tatsächlich mit einem Field Goal ausgleichen, wodurch das Spiel in die Verlängerung ging. Die Saints bekamen den Ball zuerst, nach einer Interception kamen die Rams in Ballbesitz. Mit einem langen 57-Yards-Field-Goal von Greg Zuerlein gewannen die Rams das Spiel schließlich in der Overtime. Die NFL selbst erklärte später, dass die Schiedsrichterentscheidung ein Fehler war, was aber keine Auswirkungen auf die Wertung der Partie hatte. Vielen Beobachter bezeichneten die Fehlentscheidung als „schlimmsten Fehler der NFL-Geschichte“.

### Die 2020er-Jahre
In der Saison 2020 erreichten die Saints als Erster der NFC South mit einem 12-4-Record die Playoffs und gewannen im Wild-Card-Spiel gegen die Chicago Bears mit 21:9. Im Folgespiel unterlagen sie jedoch den Tampa Bay Buccaneers mit 20:30. Im Anschluss verkündete Quarterback Drew Brees nach 15 Spielzeiten das Ende seiner aktiven Karriere. Er hinterließ eine Bilanz von 491 Touchdowns und 68.010 Passing Yards, welche im Team ungeschlagen sind.
Nach der Saison 2021, welche das Team als 2. der NFC South und einem 9-8-Record abschloss, gab Trainer Sean Payton seinen Rücktritt nach insgesamt 16 Jahren bekannt. Kurz darauf wurde Defensive Coordinator Dennis Allen zum Head Coach befördert.
Eine Playoff-Teilnahme Saison 2022 blieb aus und die Mannschaft beendete die Saison mit einer Bilanz von 7-10.
Zur Saison 2023 wurde mit Jake Haener ein neuer Quarterback verpflichtet, welche jedoch in seiner ersten Saison zu keinem Einsatz kam. Aufgrund eines 9-8-Records verpassten die Saints die Playoffs. 

## Stadien und Zuschauer
| Saison      | Zuschauerschnitt (Heimspiele) | Gesamtzuschauer (Heimspiele) |
| ----------- | ----------------------------- | ---------------------------- |
| Saison 2006 | 68.808                        | 550.470                      |
| Saison 2007 | 70.004                        | 560.036                      |
| Saison 2008 | 70.092                        | 490.650                      |
| Saison 2009 | 70.105                        | 560.840                      |
| Saison 2010 | 70.038                        | 560.304                      |
| Saison 2011 | 73.042                        | 584.336                      |
| Saison 2012 | 72.888                        | 583.107                      |
| Saison 2013 | 72.901                        | 583.210                      |
| Saison 2014 | 73.112                        | 584.900                      |
| Saison 2015 | 73.038                        | 584.305                      |
| Saison 2016 | 73.109                        | 584.876                      |
| Saison 2017 | 73.139                        | 585.113                      |
| Saison 2018 | 73.051                        | 584.411                      |
| Saison 2019 | 73.082                        | 584.660                      |
| Saison 2020 | 3.621                         | 21.728                       |
| Saison 2021 | 64.929                        | 519.432                      |
| Saison 2022 | 68.987                        | 620.889                      |
| Saison 2023 | 70.020                        | 560.164                      |

Von 1967 bis 1974 spielten die New Orleans Saints im Tulane Stadium.
Seit 1975 spielen die New Orleans Saints im Caesars Superdome, welcher von 1975 bis 2011 als „Louisiana Superdome“ und von 2011 bis 2021 als „Mercedes Superdome“ bekannt war. Das Stadion hat eine Kapazität von 73.208 (erweiterbar auf 76.468) Plätzen bei Footballspielen und seine Kuppel galt von der Eröffnung des Stadions 1975 bis 2001 als größte der Welt. 
Während des Hurricane Katrina im Jahr 2005 bot das Stadion Obdach für zahlreiche Menschen, wurde jedoch vom Sturm beschädigt und blieb nach umfangreichen Renovierungsarbeiten bis zum 25. September 2006 geschlossen. 
2011 trat Mercedes-Benz mit einem Vertrag bis 2021 als Namensgeber des Stadions ein. 2021 wurde Caesars Entertainment für 20 Jahre neuer Namensgeber.
Der aktuelle Umbau schließt die Konstruktion alternativer Ausgänge mit ein.
2021 brach bei Renovierungsarbeiten ein Feuer am Stadiondach aus, wodurch eine Person verletzt, ein Schaden am Stadion jedoch verhindert wurde.
Bisher wurden sieben Super Bowls im Stadion ausgetragen (1978, 1981, 1986, 1990, 1997, 2002 und 2013). 2025 soll der Super Bowl LIX im Caesars Superdome stattfinden.

## Spieler

### Aktueller Kader
| Abkürzungen der Spieler-Positionen im American Football | Abkürzungen der Spieler-Positionen im American Football |
| ------------------------------------------------------- | --- |
| Offense                                                 | QB – Quarterback \| RB – Runningback \| FB – Fullback \| TE – Tight End \| E/WR – Wide Receiver \| T – Tackle \| G – Guard \| C – Center |
| Defense                                                 | DT – Defensive Tackle \| DE – Defensive End \| NT – Nose Tackle \| LB – Linebacker \| ILB – Inside Linebacker \| MLB – Middle Linebacker \| OLB – Outside Linebacker \| CB – Cornerback \| NB – Nickelback \| FS – Free Safety \| SS – Strong Safety |
| Special Teams                                           | K – Kicker \| P – Punter \| KS – Kicking Specialist \| KOS – Kickoff Specialist \| LS – Long Snapper \| RS – Return Specialist \| KOR/KR – Kick Returner \| PR – Punt Returner \| PP – Punt Protector                                                |

### Saints in derPro Football Hall of Fame
| Pro Football Hall of Fame Mitglieder |                 |            |                       |                   |
| Trikotnummer                         | Name            | Position   | Für New Orleans Aktiv | Jahr der Aufnahme |
| –                                    | Tom Fears       | Head Coach | 1967–1970             | 1970              |
| 31                                   | Jim Taylor      | FB         | 1967                  | 1976              |
| 81                                   | Doug Atkins     | DE         | 1967–1969             | 1982              |
| –                                    | Mike Ditka      | Head Coach | 1997–1999             | 1988              |
| 35                                   | Earl Campbell   | RB         | 1984–1985             | 1991              |
| –                                    | Jim Finks       | Funktionär | 1986–1992             | 1995              |
| –                                    | Hank Stram      | Head Coach | 1976–1977             | 2003              |
| 57                                   | Rickey Jackson  | LB         | 1981–1993             | 2010              |
| 77                                   | Willie Roaf     | T          | 1993–2001             | 2012              |
| 16                                   | Ken Stabler     | QB         | 1982–1984             | 2016              |
| 7                                    | Morten Andersen | K          | 1982–1994             | 2017              |
| 51                                   | Sam Mills       | LB         | 1986–1994             | 2022              |
| 21                                   | Eric Allen      | CB         | 1995–1997             | 2025              |

Bis zur Wahl von Rickey Jackson 2010 wurde kein Spieler oder Funktionär in die Hall of Fame gewählt, der seine wichtigste Spielzeit bei den Saints hatte.

### Nicht mehr vergebene Rückennummern
| Retired Numbers der New Orleans Saints |             |          |           |
| Nr.                                    | Spieler     | Position | Zeitraum  |
| 31                                     | Jim Taylor  | FB       | 1967      |
| 81                                     | Doug Atkins | DE       | 1967–1969 |

### Ring of Honor
Am 9. Oktober 2013 kündigten die Saints an, einen Ring of Honor zu errichten, an dem an frühere Spieler, Funktionäre und Privatpersonen erinnert werden soll, die einen großen Einfluss auf die Organisation hatten. Die Namen werden entlang der Mercedes-Benz Superdome’s Terrace Level fascia angezeigt.
Mit den drei Spielern Archie Manning, Rickey Jackson und Willie Roaf wurde der Ring offiziell während der Halbzeitshow der Saints gegen die Dallas Cowboys am 10. November 2013 eingeweiht. Zurzeit (Stand: 17. November 2021) sind an dem Ring of Honor der Saints insgesamt sieben Personen geehrt.
| Nr. | Spieler         | Position | Zeitraum  | Aufnahme |
| --- | --------------- | -------- | --------- | -------- |
| 8   | Archie Manning  | QB       | 1971–1982 | 2013     |
| 57  | Rickey Jackson  | LB       | 1981–1993 | 2013     |
| 77  | Willie Roaf     | T        | 1993–2001 | 2013     |
| 7   | Morten Andersen | K        | 1982–1994 | 2015     |
| –   | Tom Benson      | Besitzer | 1985–2018 | 2019     |
| 91  | Will Smith      | DE       | 2004–2013 | 2019     |
| 51  | Sam Mills       | LB       | 1986–1994 | 2021     |

### Saints Hall of Fame
Die Saints Hall of Fame ist ein Museum, das seit 2007 im Superdome beheimatet ist und sich der Geschichtswahrung der New Orleans Saints und Ehrung verdienter Spieler, Trainer und Funktionäre der Saints widmet. In der Ausstellung werden neben Filmhighlights der Saints auch Exponate und Erinnerungsstücke ausgestellt. Nachdem das Museum 1987 gegründet worden war, öffnete es am 16. Juli 1988 im historischen Stadtteil Kenner in Rivertown seine Pforten. Aktuell sind 59 Personen, die sich um die Saints verdient gemacht haben, in der Hall vertreten, wobei in den letzten Jahren jedes Jahr zwei neue Personen dazu gekommen sind.
Legende:
|  | = Hall of Famer |

| New Orleans Saints Hall Of Fame | New Orleans Saints Hall Of Fame | New Orleans Saints Hall Of Fame | New Orleans Saints Hall Of Fame | New Orleans Saints Hall Of Fame |
| Trikotnummer                    | Name                            | Position                        | Für New Orleans Aktiv           | Jahr der Aufnahme               |
| ------------------------------- | ------------------------------- | ------------------------------- | ------------------------------- | ------------------------------- |
| 8                               | Archie Manning                  | Quarterback                     | 1971–82                         | 1988                            |
| 43                              | Danny Abramowicz                | Wide Receiver                   | 1967–73                         | 1988                            |
| 37                              | Tommy Myers                     | Safety                          | 1972–81                         | 1989                            |
| 19                              | Tom Dempsey                     | Kicker                          | 1969–70                         | 1989                            |
| 17                              | Billy Kilmer                    | Quarterback                     | 1967–70                         | 1990                            |
| 74                              | Derland Moore                   | Nose Tackle                     | 1973–85                         | 1991                            |
| 34                              | Tony Galbreath                  | Runningback                     | 1960–67                         | 1991                            |
| 38                              | George Rogers                   | Runningback                     | 1981–84                         | 1992                            |
| 50                              | Jake Kupp                       | Guard                           | 1967–75                         | 1992                            |
| 62                              | John Hill                       | Center                          | 1975–84                         | 1992                            |
| 58                              | Joe Federspiel                  | Linebacker                      | 1972–80                         | 1993                            |
| –                               | Jim Finks                       | General Manager                 | 1986–93                         | 1994                            |
| 85                              | Henry Childs                    | Tight End                       | 1974–80                         | 1994                            |
| 82                              | Bob Pollard                     | Defensive End                   | 1971–77                         | 1995                            |
| 81                              | Doug Atkins                     | Defensive End                   | 1967–69                         | 1995                            |
| 23                              | Dave Whitsell                   | Cornerback                      | 1967–69                         | 1996                            |
| 18                              | Dave Waymer                     | Defensive Back                  | 1980–89                         | 1996                            |
| 57                              | Rickey Jackson                  | Linebacker                      | 1981–93                         | 1997                            |
| 67                              | Stan Brock                      | Tackle                          | 1980–92                         | 1997                            |
| 21                              | Dalton Hilliard                 | Runningback                     | 1986–93                         | 1998                            |
| 51                              | Sam Mills                       | Linebacker                      | 1986–94                         | 1998                            |
| 3                               | Bobby Hebert                    | Quarterback                     | 1985–92                         | 1999                            |
| 84                              | Eric Martin                     | Wide Receiver                   | 1985–93                         | 1999                            |
| 53                              | Vaughan Johnson                 | Linebacker                      | 1986–93                         | 2000                            |
| 56                              | Pat Swilling                    | Linebacker                      | 1986–92                         | 2000                            |
| 85                              | Hoby Brenner                    | Tight End                       | 1981–93                         | 2001                            |
| 94                              | Jim Wilks                       | Defensive End                   | 1981–93                         | 2001                            |
| –                               | Jim E. Mora                     | Head Coach                      | 1986–96                         | 2002                            |
| 73                              | Frank Warren                    | Defensive End                   | 1981–94                         | 2002                            |
| 93                              | Wayne Martin                    | Defensive End                   | 1989–99                         | 2003                            |
| 72                              | Jim Dombrowski                  | Guard/Tackle                    | 1986–96                         | 2003                            |
| 36                              | Rueben Mayes                    | Runningback                     | 1986–91                         | 2004                            |
| –                               | Steve Sidwell                   | Assistant Trainer               | 1986–91                         | 2004                            |
| 61                              | Joel Hilgenberg                 | Center                          | 1984–93                         | 2005–06                         |
| 94                              | Joe Johnson                     | Defensive End                   | 1994–2001                       | 2007                            |
| 77                              | Willie Roaf                     | Tackle                          | 1993–2001                       | 2008                            |
| 7                               | Morten Andersen                 | Kicker                          | 1982–94                         | 2009                            |
| 87                              | Joe Horn                        | Wide Receiver                   | 2000–06                         | 2010                            |
| 29                              | Sammy Knight                    | Defensive Back                  | 1997–2002                       | 2011                            |
| 26                              | Deuce McAllister                | Runningback                     | 2001–08                         | 2012                            |
| –                               | Tom Benson                      | Besitzer                        | 1985–2018                       | 2012                            |
| 97                              | La'Roi Glover                   | Defensive Tackle                | 1997–2001                       | 2013                            |
| 2                               | Aaron Brooks                    | Quarterback                     | 2000–05                         | 2014                            |
| 3                               | John Carney                     | Kicker                          | 2001–06 2009–10                 | 2014                            |
| 84                              | Michael Lewis                   | Wide Receiver                   | 2001–06                         | 2015                            |
| 33                              | Tyrone Hughes                   | Defensive Back                  | 1993–96                         | 2015                            |
| 91                              | Will Smith                      | Defensive End                   | 2004–13                         | 2016                            |
| 51                              | Jonathan Vilma                  | Linebacker                      | 2008–13                         | 2017                            |
| 77                              | Carl Nicks                      | Guard                           | 2008–11                         | 2017                            |
| 16                              | Lance Moore                     | Wide Receiver                   | 2005–13                         | 2018                            |
| 23                              | Pierre Thomas                   | Runningback                     | 2007–14                         | 2018                            |
| 25                              | Reggie Bush                     | Runningback                     | 2006–10                         | 2019                            |
| 12                              | Marques Colston                 | Wide Receiver                   | 2006–15                         | 2019                            |
| 73                              | Jahri Evans                     | Guard                           | 2006–15                         | 2020                            |
| 41                              | Roman Harper                    | Strong Safety                   | 2006–13                         | 2020                            |
| 19                              | Devery Henderson                | Wide Receiver                   | 2004–12                         | 2022                            |
| 25                              | Fred McAfee                     | Runningback                     | 1991–93 2000–06                 | 2022                            |
| 32, 33                          | Jabari Greer                    | Cornerback                      | 2009–13                         | 2023                            |
| 9                               | Drew Brees                      | Quarterback                     | 2006–20                         | 2024                            |

## Trainer (Head Coaches)

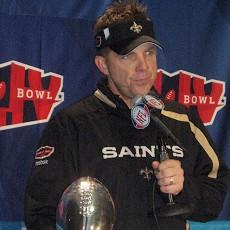
Payton nach dem Super-Bowl-Gewinn am 7. Februar 2010

| New Orleans Saints |                 |                      |     |     |    |   |       |    |   |   |                                                                    |        |
| 1                  | Tom Fears*      | 1967–1970            | 49  | 13  | 34 | 2 | 0,277 | –  | – | – |                                                                    | [ 47 ] |
| 2                  | J. D. Roberts*  | 1970–1972            | 35  | 7   | 25 | 3 | 0,219 | –  | – | – |                                                                    | [ 48 ] |
| 3                  | John North*     | 1973–1975            | 34  | 11  | 23 | 0 | 0,324 | –  | – | – |                                                                    | [ 49 ] |
| 4                  | Ernie Hefferle* | 1975                 | 8   | 1   | 7  | 0 | 0,125 | –  | – | – |                                                                    | [ 50 ] |
| 5                  | Hank Stram      | 1976–1977            | 28  | 7   | 21 | 0 | 0,250 | –  | – | – |                                                                    | [ 51 ] |
| 6                  | Dick Nolan      | 1978–1980            | 44  | 15  | 29 | 0 | 0,341 | –  | – | – |                                                                    | [ 52 ] |
| 7                  | Dick Stanfel*   | 1980                 | 4   | 1   | 3  | 0 | 0,250 | –  | – | – |                                                                    | [ 53 ] |
| 8                  | Bum Phillips    | 1981–1985            | 69  | 27  | 42 | 0 | 0,391 | –  | – | – |                                                                    | [ 54 ] |
| 9                  | Wade Phillips   | 1985                 | 4   | 1   | 3  | 0 | 0,250 | –  | – | – |                                                                    | [ 55 ] |
| 10                 | Jim E. Mora     | 1986–1996            | 167 | 96  | 74 | 0 | 0,557 | 4  | 0 | 4 | AP NFL Trainer des Jahres (1987) UPI NFL Trainer des Jahres (1987) | [ 56 ] |
| 11                 | Rick Venturi    | 1996                 | 8   | 1   | 7  | 0 | 0,125 | –  | – | – |                                                                    | [ 57 ] |
| 12                 | Mike Ditka      | 1997–1999            | 48  | 15  | 33 | 0 | 0,313 | –  | – | – |                                                                    | [ 58 ] |
| 13                 | Jim Haslett     | 2000–2005            | 96  | 45  | 51 | 0 | 0,469 | 2  | 1 | 1 | AP NFL Trainer des Jahres (2000)                                   | [ 59 ] |
| 14                 | Sean Payton 1   | 2006–2011, 2013–2021 | 241 | 152 | 89 | 0 | 0,631 | 17 | 9 | 8 | AP NFL Trainer des Jahres (2006) Super Bowl XLIV                   | [ 60 ] |
| 15                 | Aaron Kromer*   | 2012                 | 6   | 2   | 4  | 0 | 0,333 | –  | – | – |                                                                    | [ 61 ] |
| 16                 | Joe Vitt        | 2012                 | 10  | 5   | 5  | 0 | 0,500 | –  | – | – |                                                                    | [ 62 ] |
| 17                 | Dennis Allen 2  | 2022–2024            | 43  | 18  | 25 | 0 | 0,419 | –  | – | – |                                                                    | [ 63 ] |
| 18                 | Darren Rizzi*   | 2024                 | 8   | 3   | 5  | 0 | 0,375 | –  | – | – |                                                                    | [ 64 ] |
| 19                 | Kellen Moore*   | 2025–                | 0   | 0   | 0  | 0 | –     | –  | – | – |                                                                    | [ 65 ] |

| #         | Reihenfolge der Trainer                            |
| Spiele    | Spiele als Trainer                                 |
| S         | Siege                                              |
| N         | Niederlagen                                        |
| U         | Unentschieden                                      |
| Gewonnen% | Siegquote                                          |
| *         | Ausschließlich bei den Saints als Head Coach aktiv |

(Stand: Saisonende 2024)

## Bilanzen und Rekorde
New Orleans Saints/Zahlen und Rekorde stellt wichtige Rekorde bei den Saints, den Expansion Draft von 1967 und die Erstrunden Draft-Picks seit 1967 dar.

## Alle Saisons seit 1967
| Saison   | Siege | Niederlagen | UE | Platzierung                             | Play-off-Ergebnis |
| -------- | ----- | ----------- | -- | --------------------------------------- | --- |
| 1967     | 3     | 11          | 0  | 4. Eastern-Capitol                      | |
| 1968     | 4     | 9           | 1  | 3. Eastern-Century                      | |
| 1968     | 5     | 9           | 0  | 3. Eastern-Capitol                      | |
| 1970     | 2     | 11          | 1  | 4. NFC-West                             | |
| 1971     | 4     | 8           | 2  | 4. NFC-West                             | |
| 1972     | 2     | 11          | 1  | 4. NFC-West                             | |
| 1973     | 5     | 9           | 0  | 3. NFC-West                             | |
| 1974     | 5     | 9           | 0  | 3. NFC-West                             | |
| 1975     | 2     | 12          | 0  | 4. NFC-West                             | |
| 1976     | 4     | 10          | 0  | 3. NFC-West                             | |
| 1977     | 3     | 11          | 0  | 3. NFC-West                             | |
| 1978 A 1 | 7     | 9           | 0  | 3. NFC-West                             | |
| 1979     | 8     | 8           | 0  | 2. NFC-West                             | |
| 1980     | 1     | 15          | 0  | 4. NFC-West                             | |
| 1981     | 4     | 12          | 0  | 4. NFC-West                             | |
| 1982 A 2 | 4     | 5           | 0  | 9. NFC                                  | |
| 1983     | 8     | 8           | 0  | 3. NFC-West                             | |
| 1984     | 7     | 9           | 0  | 3. NFC-West                             | |
| 1985     | 5     | 11          | 0  | 3. NFC-West                             | |
| 1986     | 7     | 9           | 0  | 4. NFC-West                             | |
| 1987 A 3 | 12    | 3           | 0  | 2. NFC-West                             | 10:44-Niederlage gegen Minnesota Vikings Wildcard                                                                                                 |
| 1988     | 10    | 6           | 0  | 3. NFC-West                             | |
| 1989     | 9     | 7           | 0  | 3. NFC-West                             | |
| 1990     | 8     | 8           | 0  | 2. NFC-West                             | 6:16-Niederlage gegen Chicago Bears Wildcard |
| 1991     | 11    | 5           | 0  | 1. NFC-West                             | 20:27-Niederlage gegen Atlanta Falcons Wildcard                                                                                                   |
| 1992     | 12    | 4           | 0  | 2. NFC-West                             | 20:36-Niederlage gegen Philadelphia Eagles Wildcard                                                                                               |
| 1993     | 8     | 8           | 0  | 2. NFC-West                             | |
| 1994     | 7     | 9           | 0  | 2. NFC-West                             | |
| 1995     | 7     | 9           | 0  | 5. NFC-West                             | |
| 1996     | 3     | 13          | 0  | 5. NFC-West                             | |
| 1997     | 6     | 10          | 0  | 3. NFC-West                             | |
| 1998     | 6     | 10          | 0  | 3. NFC-West                             | |
| 1999     | 3     | 13          | 0  | 5. NFC-West                             | |
| 2000     | 10    | 6           | 0  | 1. NFC-West                             | 31:28-Sieg gegen St. Louis Rams Wildcard 16:34-Niederlage gegen Minnesota Vikings Divisional                                                      |
| 2001     | 7     | 9           | 0  | 3. NFC-West                             | |
| 2002     | 9     | 7           | 0  | 3. NFC-South                            | |
| 2003     | 8     | 8           | 0  | 2. NFC-South                            | |
| 2004     | 8     | 8           | 0  | 2. NFC-South                            | |
| 2005     | 3     | 13          | 0  | 4. NFC-South                            | |
| 2006     | 10    | 6           | 0  | 1. NFC-South                            | 27:24-Sieg gegen Philadelphia Eagles Divisional 14:39-Niederlage gegen Chicago Bears NFC-Title                                                    |
| 2007     | 7     | 9           | 0  | 2. NFC-South                            | |
| 2008     | 8     | 8           | 0  | 4. NFC-South                            | |
| 2009     | 13    | 3           | 0  | 1. NFC-South                            | 45:14-Sieg gegen Arizona Cardinals Divisional 31:28-OT-Sieg gegen Minnesota Vikings NFC-Title 31:17-Sieg gegen Indianapolis Colts Super Bowl XLIV |
| 2010     | 11    | 5           | 0  | 2. NFC-South                            | 36:41-Niederlage gegen Seattle Seahawks Wildcard                                                                                                  |
| 2011     | 13    | 3           | 0  | 1. NFC-South                            | 45:28-Sieg gegen Detroit Lions Wildcard 32:36-Niederlage gegen San Francisco 49ers Divisional                                                     |
| 2012     | 7     | 9           | 0  | 3. NFC-South                            | |
| 2013     | 11    | 5           | 0  | 2. NFC-South                            | 26:24-Sieg gegen Philadelphia Eagles Wildcard 15:23-Niederlage gegen Seattle Seahawks Divisional                                                  |
| 2014     | 7     | 9           | 0  | 2. NFC-South                            | |
| 2015     | 7     | 9           | 0  | 3. NFC-South                            | |
| 2016     | 7     | 9           | 0  | 3. NFC-South                            | |
| 2017     | 11    | 5           | 0  | 1. NFC-South                            | 31:26-Sieg gegen Carolina Panthers Wildcard 24:29-Niederlage gegen Minnesota Vikings Divisional                                                   |
| 2018     | 13    | 3           | 0  | 1. NFC-South                            | 20:14-Sieg gegen Philadelphia Eagles Divisional 23:26-OT-Niederlage gegen Los Angeles Rams NFC-Title                                              |
| 2019     | 13    | 3           | 0  | 1. NFC-South                            | 20:26-OT-Niederlage gegen Minnesota Vikings Wildcard                                                                                              |
| 2020     | 12    | 4           | 0  | 1. NFC-South                            | 21:9-Sieg gegen Chicago Bears Wildcard 20:30-Niederlage gegen Tampa Bay Buccaneers Divisional                                                     |
| 2021 A 4 | 9     | 8           | 0  | 2. NFC-South                            | |
| 2022     | 7     | 10          | 0  | 3. NFC-South                            | |
| 2023     | 9     | 8           | 0  | 2. NFC-South                            | |
| 2024     | 5     | 12          | 0  | 4. NFC-South                            | |
| Total    |       |             |    |                                         | |
| 417      | 480   | 5           |    | 1967–2024, nur Regular Season           | |
| 10       | 13    | 0           |    | 1967–2024, nur Play-offs                | |
| 427      | 493   | 5           |    | 1967–2024, Regular Season und Play-offs | |

Anmerkungen